# Studio op. 10 n. 2 (Chopin)
Lo Studio op. 10 n. 2 in La minore è stato composto da Fryderyk Chopin nel 1829 e fu pubblicato per la prima volta nel 1833. Questo studio è stato scritto per sviluppare l'indipendenza delle dita più deboli della mano destra riproducendo  rapide scale cromatiche con il terzo, il quarto e il quinto dito per renderli più forti e abituarli a movimenti considerati innaturali.

## Storia
Come lo Studio op. 10 n. 1 il brano è stato sicuramente composto da Chopin quando si trovava ancora a Varsavia nel 1829, come egli stesso scrisse all'amico Tytus Woyciechowski in due lettere di quell'anno.
Chopin volle creare uno Studio basato sulla scala cromatica; un precedente in tal senso si può trovare nel terzo Studio dell'opera di Ignaz Moscheles, gli Studien für Pianoforte, che si basava sull'utilizzo delle prime tre dita della mano considerate le più forti. Chopin invece si preoccupò di far eseguire la scala cromatica con tre dita di cui due, anulare e mignolo, sono le più deboli, obbligando in tal modo l'esecutore a dosare la forza, certamente con difficoltà, per riuscire ad avere una sonorità esecutiva uniforme e continua. A tale proposito il musicista si espresse con precisione, specificando le sue intenzioni. Inoltre, affinché vi fosse chiarezza egli stesso segnò di sua mano sulla partitura destinata alla bozza di stampa ben cinquecento numerazioni di diteggiatura. 

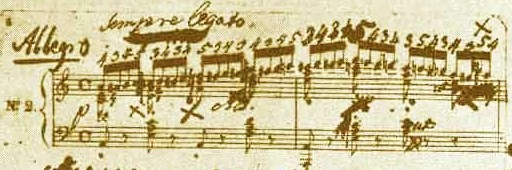
Prima pagina dello Studio con diteggiatura originale

## Struttura e analisi
Come molti altri studi, Chopin divise questo lavoro in tre sezioni: il primo tema, il secondo tema e la ripresa in forma ternaria. Lo studio inizia nella scala di La minore con la melodia cantata dalla mano sinistra. A mano a mano che si evidenzia l'armonia degli accordi, si modula in do maggiore e lo studio progredisce in un climax.
Chopin ha scritto che la scala cromatica fosse suonata sempre in legato, una direttiva menzionata sette volte in tutta la partitura. Questo contrasta con gli accordi di accompagnamento suonati, invece, in staccato. Questo studio è ritenuto da alcuni musicologi come il più difficile dell'op. 10 e una delle pagine più ardue di tutta la letteratura pianistica.
Lo schema armonico della sezione A è relativamente semplice, in La minore, Mi maggiore, La minore, ma l'incontro della scala cromatica e dei suoi Do diesis con gli accordi minori tendono a velare la chiarezza della tonalità in La minore e creano un misterioso effetto sonoro ulteriormente accresciuto dall' accordo di sesta napoletana nella battuta 15. La sezione centrale porta un aumento drammatico con un climax dinamico esattamente al centro del pezzo, in corrispondenza della battuta 25. Questo climax viene avvicinato da sequenze progressive a due battute da Fa maggiore a La minore, attraverso Sol minore. L'ultimo accordo di settima dominante di ciascuna sequenza porta a quello successivo per mezzo di una cadenza d'inganno. 
La seconda parte più lunga e asimmetrica della sezione B, che riporta alla riaffermazione della sezione A, utilizza una progressione armonica simile ma sequenze più brevi. La sezione A finale è una riformulazione , sebbene abbreviata, che termina con una coda di una scala  in cadenza piccarda.

## Critica
Il musicologo Leichtentritt definisce l'étude un "moto perpetuo".  La fitta trama trasparente di semicrome senza fine accompagnata da un basso "danzante" leggero ha un suo antecedente nel Preludio n. 5 in re maggiore di Bach (BWV 850) del primo libro de Il clavicembalo ben temperato e assomiglia ad altri pezzi virtuosi del 1830 come il Moto Perpetuo per violino e pianoforte di Paganini. Nella rivista musicale Neue Zeitschrift für Musik del 1836 di Robert Schumann, tutti gli Études op. 10 di Chopin ricevono un asterisco (*) per "carattere poetico" tranne il n. 2.
Leichtentritt descrive il suo effetto sonoro come "mormorio e soffio di un vento delicato" e il pianista Alfred Cortot menziona il suo "carattere scivoloso e vaporoso"  e Alfredo Casella parla di un "carattere di rapida, aerea e inconsistente misteriosità". Il critico musicale americano Huneker scrive che "l'intera composizione, con il suo carattere sinuoso è un precursore degli effetti sussurranti, intrecciati, al chiaro di luna in alcuni degli studi successivi di Chopin".